# المتحف القومي للتاريخ الأمريكي

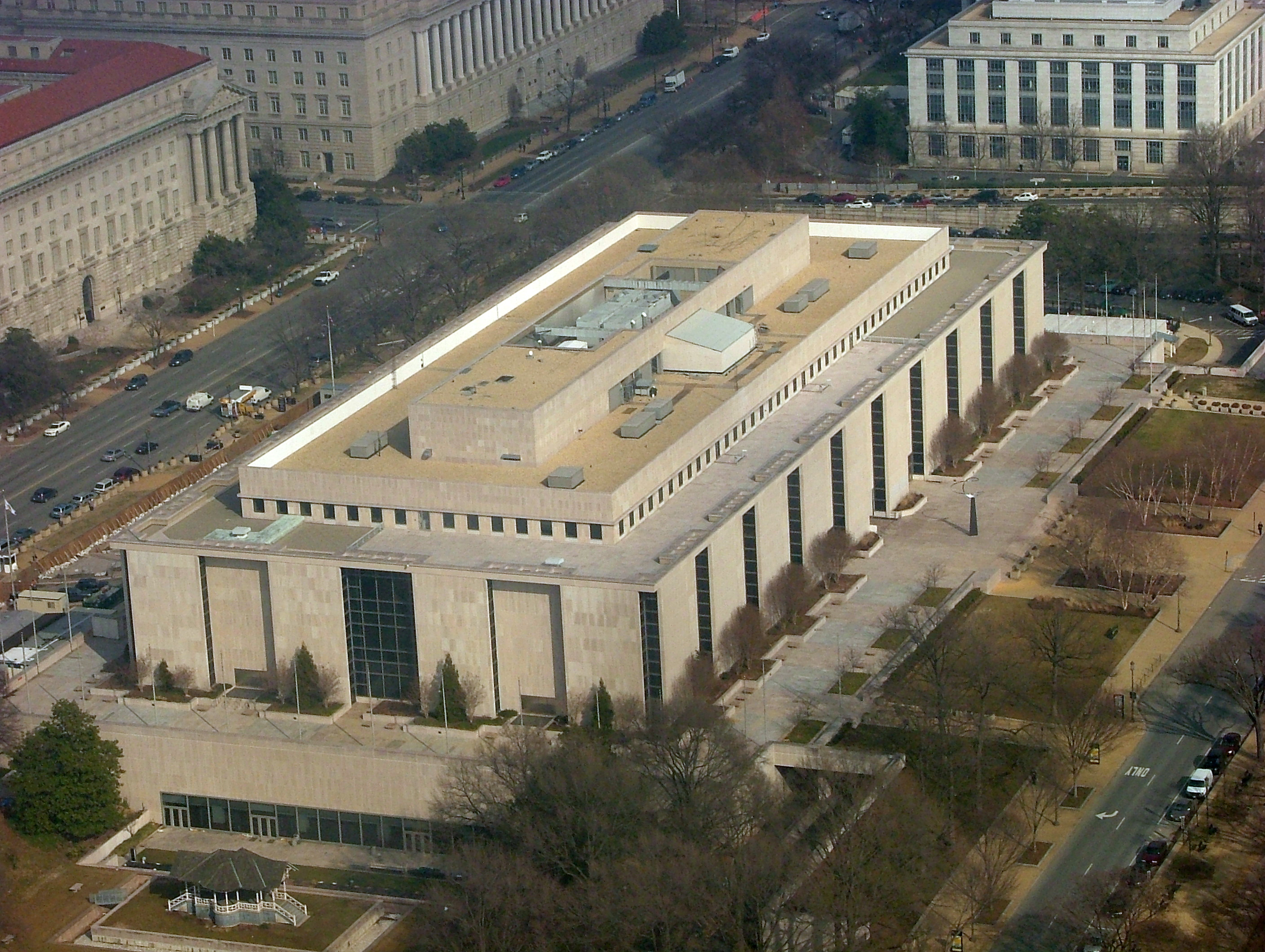
صورة جوية للمتحف القومي للتاريخ الأمريكي

المتحف القومي للتاريخ الأمريكي (بالإنجليزية:National Museum of American History) هو متحف تديره مؤسسة سميثسونيان البحثة الأمريكية، وموقعه في واشنطن دي. سي. في ناشونال مول (The National Mall).
افتتح المتحف للمرة الأولى في العام 1964 حيث كان يسمى «متحف التاريخ والتكنولوجيا»، فيما حمل اسمه الحالي في العام 1980. تم تصميم المبني من قبل الشركة المعمارية الشهيرة «مكيم ميد أند وايت» وكان واحدا من أواخر تصميمات الشركة.
ظل المتحف مغلقا منذ 5 سبتمبر 2006 لأغراض الترميم، حتى أعيد افتتاحه في 21 نوفمبر 2008.

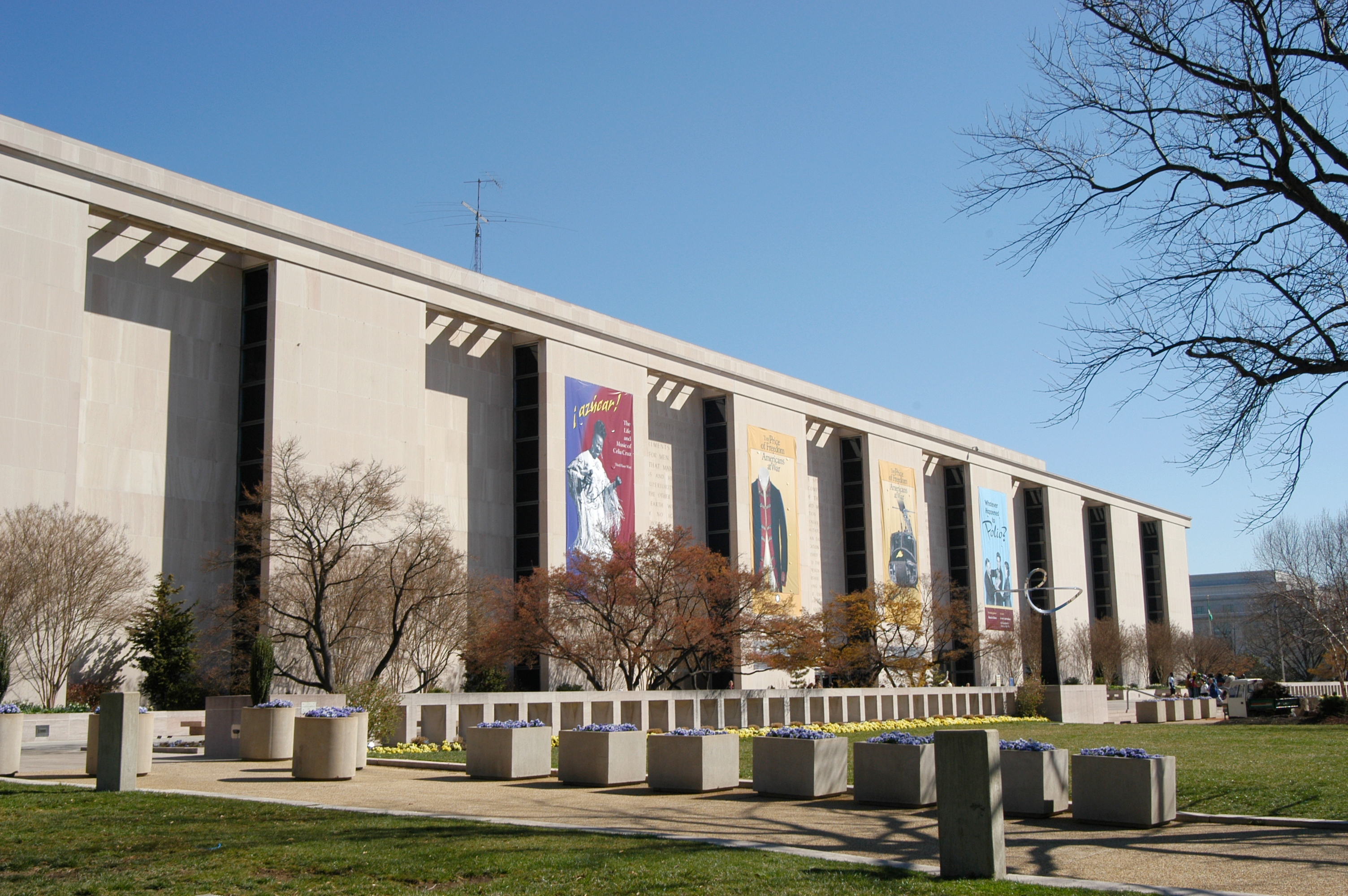
واجهة المتحف

المتحف مكون من ثلاثة طوابق الطابقين الثاني والثالث للمكاتب والطابق الأول يحوى كذلك صالة للجلوس والطعام.

## الطابق الأول
يحوي الطابق الأول المعرض الرئيسي بعتوان «أمريكا المتنقلة» America on the Move والذي يحكي تاريخ النقل في الولايات المتحدة الأمريكية من العام 1876 وحتى الوقت الحالي. كما يحتوي الطابق الأول على عدد من الأدوات التي استخدمت في عدد من الأعمال التليفزيونية المسرحية والسينمائية الشهيرة.

## الطابق الثاني
الطابق الثاني يعرض الملابس التي ارتدتها السيدات الأول في الولايات المتحدة بدءا من مارثا واشنطن حتى لورا بوش. كما يحوي العلم الأمريكي الضخم ذا ال15 نجمة وال15 خطا والذي رفرف فوق قلعة فورت ماكنري خلال حرب 1812 والذي ألهم فرانسيس سكوت كي لكي يكتب «ذو النجوم المتلألئة» وهو النشيد الوطني الأمريكي، وكان العلم محفوظا في مكان خاص بالمتحف، كما سبق وأن وضع في البهو الرئيسي بالمتحف للعرض لكن تمت ازالته بسبب حالته المتدهورة. من المقرر عند انتهاء أعمال التجديدات في المتحف أن يعرض العلم في ضوء خافت ليتم عرضه للجمهور عند إعادة الافتتاح.

## الطابق الثالث
يعرض الطابق الثالث متعلقات فريدة تخص الرؤساء الأمريكيين بدءا من بذة جورج واشنطن العسكرية أثناء حرب الاستقلال الأمريكية، وصولا إلى ساكسفون بيل كلينتون الخاص. كان هناك كذلك معرض بعنوان American Popular Culture حيث كان يعرض مواد خاصة بالثقافة الشعبية. أيضا يعد معرض «تاريخ النقود والميداليات» History of Money and Medals أقدم معروضات المتحف لكنه مغلق حاليا. «ثمن الحرية» The Price of Freedom والخاص بالتاريخ العسكري للولايات المتحدة الأمريكية افتتح في 11 نوفمبر 2004.

## أرشيف
مركز أرشيف المتحف القومي للتاريخ الطبيعي يحتل مايزيد عن 3,700 متر من الأرفف في مبنى المتحف القومي للتاريخ الطبيعي.
يتكون الأرشيف من صور فوتوغرافية، صور متحركة، أفلام، تسجيلات صوتية لأحداث في التاريخ الأمريكي، معظم محتويات الأرشيف تمت عن طريق التبرعات.

## وصلات خارجية
- المتحف القومي للتاريخ الأمريكي على موقع الموسوعة البريطانية (الإنجليزية)

- الموقع الرسمي
- موقع مركز أرشيف المتحف القومي للتاريخ الأمريكي
- Exhibition: Treasures of American History
- Exhibition: Legendary Coins & Currency